# Historia Bydgoszczy (1655–1772)

## W dobie wojen i upadku
Katastrofę w egzystencji Bydgoszczy przyniósł potop szwedzki (1655-1660).
Miasto zostało wybrane przez Szwedów na wojenną bazę operacyjną, w związku z czym było w toku wojny zaciekle bronione i kilkukrotnie przechodziło z rąk do rąk. Zniszczenia były tak poważne, że na długo zahamowały rozwój miasta.

## Bydgoszcz podczas potopu szwedzkiego
Po raz pierwszy Szwedzi zdobyli Bydgoszcz w sierpniu 1655 r., atakując od strony wzgórz południowych. Najeźdźcy spustoszyli miasto i nałożyli kontrybucję. 20 września 1655 r. do miasta dotarł gen. Henryk Horn – wsławiony sukcesami wojennymi z okresu wojny trzydziestoletniej w Niemczech. Zdecydował on o założeniu w Bydgoszczy szwedzkiego obozu wojskowego. Z tym wiąże się nazwa Szwederowo dzielnicy położonej ponad Starym Miastem. Szwedzi wywozili zbiory biblioteczne, plądrowali świątynie, konfiskowali towary handlowe. Tymczasem jesienią 1655 r. wybuchło powstanie przeciw Szwedom, które na Kujawy i do Wielkopolski dotarło wiosną 1656 r.
22 kwietnia 1656 r. wybuchło w Bydgoszczy, w uzgodnieniu ze Stefanem Czarnieckim zbrojne powstanie antyszwedzkie. Mieszczanie otoczyli zamek, otworzyli bramy i wpuścili wojsko polskie. Jednak na wiadomość o zdobyciu Bydgoszczy, ku miastu pociągnęła armia szwedzka pod wodzą brata króla Szwecji Jana Adolfa. 26 maja 1656 r. szwedzki generał Wrangel opanował miasto. Nieliczna polska załoga poddała się. Odtąd, aż do połowy października trwała ponownie okupacja szwedzka.
31 maja 1656 r. wkroczył do Bydgoszczy król Szwecji Karol X Gustaw, który po odbytej naradzie wojennej zaskoczył wojska Czarnieckiego, rozbijając je pod Kcynią. Kolejna bitwa o Bydgoszcz rozegrała się w październiku 1656 r. Tym razem walki były jeszcze bardziej zacięte. Zupełnemu zniszczeniu uległ zamek, wysadzony w powietrze ładunkami wybuchowymi. Szwedzi byli zmuszeni opuścić miasto, ale już w czerwcu 1657 r. wkroczyli tu ponownie. Tym razem król szwedzki Karol Gustaw wraz z bratem Janem Adolfem gromadził wojska na wyprawę wojenną przeciwko Danii. Z tego czasu pochodzi słynny sztych Erika Dahlberga, na którym nadworny artysta przedstawił panoramę Bydgoszczy ze wzgórz Szwederowa.
Ostatni atak szwedzki przeżyła Bydgoszcz 16 maja 1658 roku. Podczas gdy większość mieszkańców bawiła się na hucznym weselu, do miasta wkroczyła z zaskoczenia załoga szwedzka z Torunia i złupiła je.

## Traktaty welawsko-bydgoskie

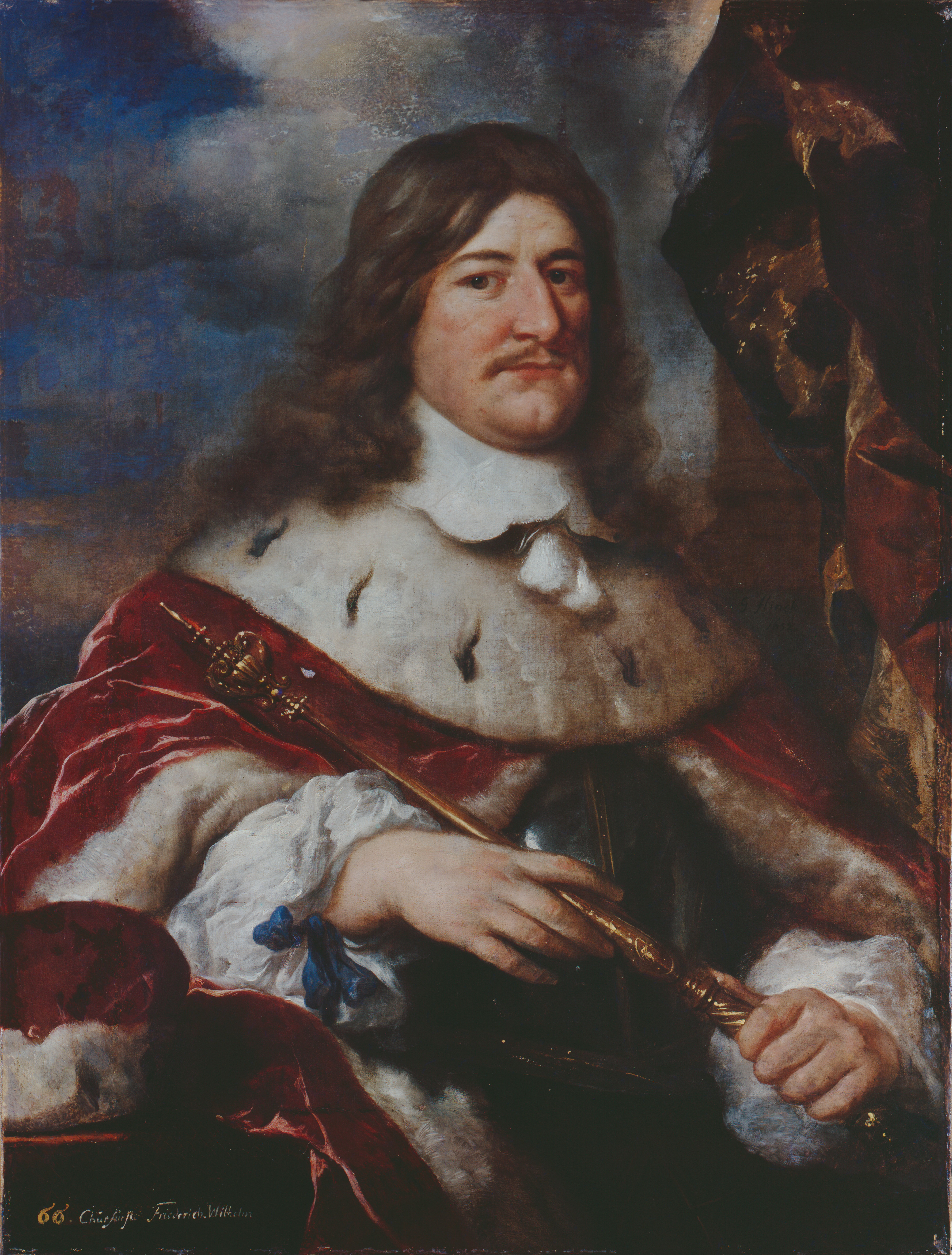
Fryderyk Wilhelm Hohenzollern – współsygnatariusz traktatów welawsko-bydgoskich

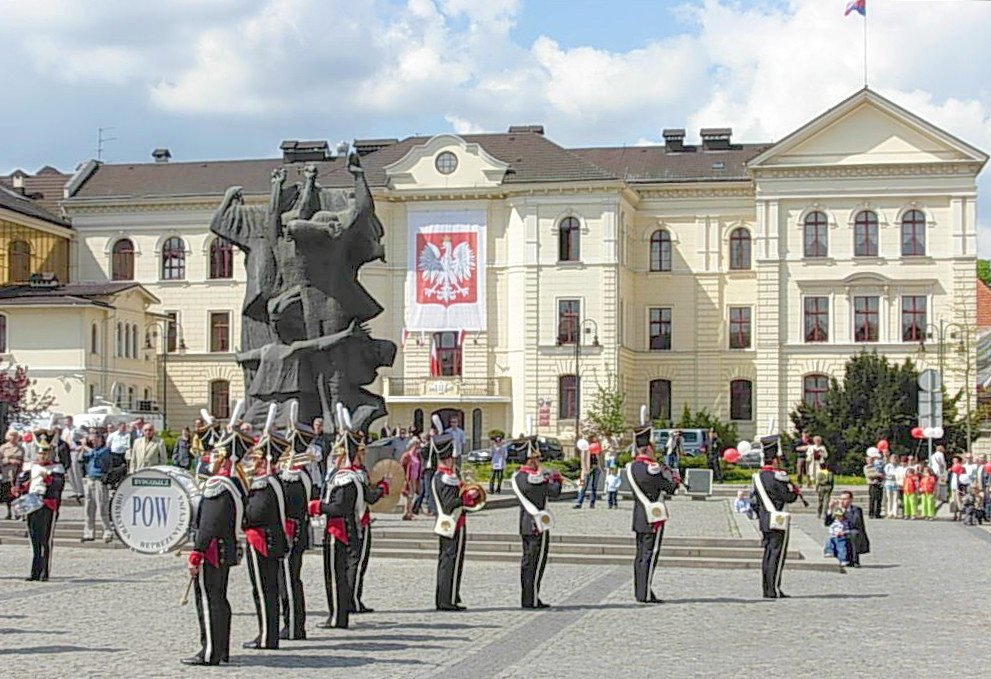
Dawne kolegium jezuickie w Bydgoszczy (1647 r.)

Wyjątkowo ważne wydarzenia w skali historii Polski, a nawet całej Europy, rozegrały się 6 listopada 1657 roku na Starym Rynku. Król Jan Kazimierz i elektor Prus Książęcych Fryderyk Wilhelm Hohenzollern podpisali i zaprzysiężyli wtedy słynne traktaty welawsko-bydgoskie, które unieważniały postanowienia traktatu krakowskiego z 1525 r. Na ich mocy, w zamian za doraźny sojusz polityczny przeciw Szwedom Prusy Książęce (dotychczas lenno polskie) uzyskały suwerenność, zrywając dotychczasową zależność od Polski. Nowy podmiot polityczny z czasem coraz bardziej zagrażał Polsce.

## Okres stabilizacji w II połowie XVII wieku
Po szwedzkim potopie, Bydgoszcz przedstawiała o wiele gorszy wygląd, niż 5 lat wstecz. Domy były w większości spalone, świątynie zdewastowane, zamek, ratusz i mennica w ruinie, ulice zniszczone. Wioski podmiejskie (np. Bartodzieje) były całkowicie wyludnione. Wskutek zarazy przywleczonej przez wojska zginęła połowa mieszkańców miasta.
Nowy okres stabilizacji, a nawet pewnego rozwoju Bydgoszczy nastąpił w II połowie XVII wieku, kiedy w okolicy panował względny spokój.
Bydgoszcz ponownie nabrała wyglądu sporego miasta, utrzymującego się z wiślanego handlu, rzemiosła i piwowarstwa, aczkolwiek nie była w stanie uzupełnić strat demograficznych. Wskutek załamywania się handlu zbożowego w Gdańsku, stopniowemu ograniczeniu ulegał handel spławny. Mieszczanie nie dopuścili jednak do konkurencji handlowej szlachty („walka o wolny brzeg”) oraz wystarali się u króla Michała Korybuta Wiśniowieckiego o nowe przywileje handlowe, m.in. dotyczące zwolnienia z cła od „piwa i garnków” na komorze celnej w Fordonie, pobierania opłat na naprawę dróg i mostów od tranzytu podwodami, prawa do dodatkowych jarmarków.
Nowe przywileje i ulgi umożliwiły wzbogacenie mieszczan i częściową odbudowę miasta, aczkolwiek na wydźwignięcie z ruin najważniejszych budowli (np. ratusza) wciąż brakowało pieniędzy. Okres rozwoju przeżywało kolegium jezuickie oraz mennica, która szczególnie w latach 1662–1668 wybijała popularne polskie monety (m.in. tymfy).
W okresie panowania Jana III Sobieskiego ukończono rozbudowę kolegium jezuitów, zbudowano nową wieżę i kaplicę przy kościele bernardynów, ukończono budowę dwóch wież kościoła jezuickiego. Król Jan III przebywał w Bydgoszczy w 1677 r. wraz z żoną Marią i synami, podczas postoju w drodze Wisłą do Gdańska. Tradycja wiąże jego pobyt z kamienicą nr 22 przy ul. Długiej.
Starostwo bydgoskie uzyskał wówczas przyjaciel króla Jana III – Franciszek Zygmunt Gałecki, który zapoczątkował ostatnią dynastię starostów bydgoskich, sprawującą władzę do 1772 r.

## Katastrofa miasta w okresie wojny północnej
Okres względnej stabilizacji i prób odbudowy Bydgoszczy przerwała kolejna klęska wojenna w Rzeczypospolitej – III wojna północna (1700-1721). Konflikt ten przyniósł zagładę Bydgoszczy jako liczącego się miasta na początku XVIII wieku.
Aż do połowy wieku Bydgoszcz była permanentnie wielkim obozem wojskowym, w którym zmieniały się narodowości żołnierzy, a na stałe pozostawały czynione przez nich spustoszenia.
Pierwsze kontrybucje nałożyły na miasto „sprzymierzone” wojska saskie w 1702 r. Później okupowały Bydgoszcz wojska szwedzkie (1703, 1706 r.), sapieżyńskie (1704 r.), rosyjskie i szwedzkie (1707 r.), saskie i rosyjskie (1710–1714 r.) Armie zawlekły do miasta zarazę, która zdziesiątkowała ludność. W 1708 r. spalił się ratusz i część zabudowy miasta. W tym czasie w mieście przetrwało  zaledwie 40 żywych osób, a okoliczne wsie były całkowicie wyludnione.

## Stagnacja w I połowie XVIII w.
Przemarsze wojsk (Sasi, Rosjanie), okupacje, epidemie, pożary trapiły Bydgoszcz aż do ok. 1760 r. Na domiar złego, pojawiły się klęski głodu oraz choroby bydła i ludzi (zarazy).
Po największym upadku demograficznym w latach 1710–1720, liczba mieszkańców powoli rosła, aby od połowy XVIII w. kształtować się na poziomie 500-1000.
Bydgoszcz przestała liczyć się jako ważny ośrodek gospodarczy. Nadal jednym z ważniejszych zajęć pozostał spław Brdą i Wisłą. W handlu spławnym Bydgoszcz nadal wyróżniała się – przynajmniej wśród miast Kujaw i ziemi dobrzyńskiej.
Przedmiotem handlu z Bydgoszczy w połowie XVIII wieku były prawie wyłącznie towary leśne: drewno, popiół, potaż, smoła.
Zmniejszyła się znacznie liczba cechów rzemieślniczych (5-6), a w ruinę popadały zamek, miejskie budowle, mieszczańskie domy i spichlerze – opuszczone, gdyż zamarł handel zbożem.
W 1765 r. przestała istnieć w Bydgoszczy mennica. Nieużywane 77 lat obiekty popadły w ruinę, a ich pozostałości Sejmowa Komisja Skarbu nakazała przewieźć do Warszawy.
Do pozytywnych aspektów egzystencji miasta w XVIII w. można zaliczyć zakładanie nowych młynów, cegielni, papierni oraz rozwój podmiejskich folwarków (13) i wsi zakładanych na prawie „olęderskim” (ok. 40).
Tereny nadwiślańskie (m.in. Makowiska, Łęgnowo, Otorowo, Fordonek, Strzelce, Wielka i Mała Kępa) skolonizowali „olędrzy”, którzy zbudowali system wałów przeciwpowodziowych i rozpoczęli meliorację terenów.
Zdolność do pewnej ekspansji religijnej i kulturalnej w mieście zachowało kolegium jezuickie, podczas gdy wśród pozostałych zakonów dawały znać o sobie rozprzężenie i upadek dyscypliny.
W 1728 r. przy klasztorze bernardynów założono studium retoryki w zamian za przeniesione do Torunia studium filozoficzne.

## U schyłku przynależności do Rzeczypospolitej
Ponowny wzrost znaczenia Bydgoszczy nastąpił po wstąpieniu na tron Stanisława Augusta Poniatowskiego (1764 r.). Co prawda daleko było jeszcze Bydgoszczy do wizerunku dużego ośrodka miejskiego, ale zaczęto tworzyć podwaliny podczas nowej świetności.
Właśnie wtedy powstał polski projekt kanału bydgoskiego (1766 r.), a prestiżu dodał wybór Bydgoszczy na siedzibę (na zmianę z Poznaniem) na 4 lata sądowniczego Trybunału Wielkopolskiego, po tym, jak ulokowaniu tego urzędu w Toruniu sprzeciwiły się tamtejsze władze, uznając to za łamanie autonomii Torunia wobec organów Rzeczypospolitej..
W 1765 r. Bydgoszcz posiadała 95 zamieszkanych kamienic, a więc mniej więcej tyle samo ile po potopie szwedzkim. Zamarło natomiast osadnictwo na przedmieściach. Przekrój narodowościowy był prawie jednolicie polski. W mieście znajdowały się zaledwie 2 rodziny niemieckie, 11 Żydów.
W 1765 r. Bydgoszcz w wyniku porozumienia biskupów: włocławskiego Antoniego Kazimierza Ostrowskiego i gnieźnieńskiego Władysława Łubieńskiego znalazła się w archidiecezji gnieźnieńskiej, co spowodowało okresową degradację w systemie administracji kościelnej (likwidacja dekanatu i oficjalatu foralnego).
Podczas konfederacji barskiej (1768-1772 r.) Bydgoszcz była wielokrotnie świadkiem przemarszu i koncentracji wojsk konfederackich. W 1768 r. powstańcy rozpędzili urzędujący w Bydgoszczy Trybunał Wielkopolski, a 4 stycznia 1769 r. doszło pod miastem do potyczki, zakończonej zwycięstwem Polaków.
Z czasami schyłku Rzeczypospolitej w Bydgoszczy, wiążą się losy znanego patrioty, autora hymnu narodowego Józefa Wybickiego. Odbywał on praktykę sądowniczą i aplikaturę w Bydgoszczy (1770 r.), tutaj też poznał swoją pierwszą żonę Kunegundę Drwęską.

## Aneksja Bydgoszczy przez Prusy
W 1770 r. do Kujaw i Wielkopolski wkroczyły wojska pruskie, rozpoczynając aneksję tych terenów, usankcjonowaną zawartym traktatem rozbiorowym 5 sierpnia 1772 r. W czerwcu 1772 r. gościł w Bydgoszczy król Prus Fryderyk II, każąc rekwirować spławiane na Brdzie drewno.
Na wcielonym do Prus obszarze Bydgoszcz wydawała się władcy miejscem dogodnym do ustanowienia siedziby obwodu administracyjnego, tym bardziej, że król Prus zamierzał zbudować kanał łączący Brdę z Notecią (Wisła-Odra), co w przyszłości miało skutkować rozwojem gospodarczym miasta.
Ostatecznie Bydgoszcz została włączona do prowincji Prusy Zachodnie (jak nazwano obszar wcielony do Prus w I rozbiorze) i ustanowiona stolicą Obwodu Nadnoteckiego.